# Anteros bracteatus
Anteros bracteatus är en fjärilsart som beskrevs av William Chapman Hewitson 1867. Anteros bracteatus ingår i släktet Anteros och familjen Riodinidae. Inga underarter finns listade i Catalogue of Life.